# Sergej Jakovlev
Sergej Anatoljevitsj Jakovlev (Russisch: Сергей Анатольевич Яковлев) (Temirtaū, 21 april 1976) is een voormalig wielrenner uit Kazachstan.

## Carrière
In 1999 debuteerde Jakovlev als profwielrenner bij de Franse ploeg Besson Chaussures, waar hij in zijn eerste seizoen al kampioen van Azië werd. In het jaar 2000 won hij de Tour de l'Ain en het kampioenschap van Kazachstan. Het jaar erop maakte hij de overstap naar de Italiaanse ploeg Cantina Tollo. Hij slaagde er bij dat team niet in overwinningen te behalen, maar wist toch een goede indruk achter te laten door onder andere tweede te worden bij het kampioenschap van Kazachstan en door achtereenvolgens derde en tweede te worden in etappes van de Settimana Ciclista Lombarda.
Zijn prestaties bleven niet onopgemerkt en hij volgde in het seizoen 2002 zijn landgenoot Aleksandr Vinokoerov naar de Duitse T-Mobile ploeg, waar hij in 2003 zijn grootste succes tot dan toe behaalde, namelijk het winnen van de 7e etappe van de Ronde van Zwitserland.
Jakovlev is een all-round wielrenner die redelijk goed kan klimmen. Hij is twee keer gestart in de Ronde van Italië en tweemaal in de Ronde van Spanje, en heeft in die rondes vooral een knechtenrol moeten vervullen. In de Ronde van Frankrijk heeft hij nog niet mogen starten.
In 2006 verhuisde hij wederom met zijn goede vriend Alexander Vinokoerov mee naar een andere ploeg, namelijk die van Liberty Seguros. Na de dopingperikelen kreeg de ploeg een andere naam en sponsor (Astana). Jakovlev maakte deel uit van de Vuelta-equipe die er mede voor zorgden dat Vinokoerov die ronde op zijn naam kon schrijven.

## Belangrijke overwinningen en ereplaatsen
- Aziatisch kampioen (1999)
- Kampioen van Kazachstan (1997, 2000)
- Winnaar Tour de l'Ain (2000)
- Bergtrui Midi Libre (2001)
- Zevende etappe Ronde van Zwitserland (2003)
- 5e plaats GP Schwarzwald (2004)
- 8e etappe Ronde van Indonesië (2005)